# Otis Nachbar
Otis Nachbar (* 6. August 1954) ist ein ehemaliger deutscher Fußballspieler.
Nachbar durchlief in den frühen 1970ern diverse Jugendauswahlmannschaften des Württembergischen und Deutschen Fußballverbands. Er absolvierte in der Saison 1974/75 für den VfR Heilbronn und in der Spielzeit 1980/81 für den VfB Eppingen insgesamt 50 Spiele in der 2. Fußball-Bundesliga und erzielte dabei ein Tor. Zudem spielte er viele Jahre in der Oberliga für den VfR Heilbronn, den SSV Reutlingen, den SV Neckargerach und den VfB Eppingen.